# INFRA (videohra)
INFRA je dobrodružná videohra z pohledu první osoby vyvinutá společností Loiste Interactive. První část byla vydána 15. ledna 2016. Druhá část byla vydána jako bezplatná aktualizace 24. září 2016. Třetí a poslední část byla vydána jako bezplatná aktualizace 27. září 2017.

## Hratelnost
Hráč vystupuje v roli stavebního inženýra, který má za úkol kontrolovat infrastrukturu ve fiktivním skandinávském městě Stalburg a jeho okolí. Hráč začíná s kamerou a svítilnou. K průchodu určitými oblastmi jsou občas zapotřebí další nástroje, jako jsou klíče a štípačky.
Kamera slouží k fotografování strukturálních poškození a „lore“ prvků, často kusů papíru. Fotografování je sice nepovinné, ale ovlivňuje výsledek hry. Fotoaparát i svítilna vyžadují baterie, které se nacházejí roztroušené v oblastech, které hráč prozkoumává.
Hra se skládá především z řešení environmentálních hádanek pro postup jednotlivými prostředími a fotografování poškození nebo relevantních dokumentů, které cestou objevíte. Během tohoto průzkumu hráč narazí na potenciálně smrtelné situace, jako jsou například skalní řícení nebo elektrizovaná voda, které se stávají stále nebezpečnějšími s tím, jak infrastruktura města začíná selhávat.
Některé hádanky, jako například volba úplné opravy zařízení, jsou nepovinné a lze je obejít za cenu zmeškaných příležitostí k fotografování. k dokončení hry musí hráč vyřešit mnoho mechanických a elektrických hádanek a učinit rozhodnutí, která mu buď zachrání život, nebo zachrání město.

### Příběh
Hra INFRA se odehrává ve fiktivním městě Stalburg, kdesi v blízkosti Baltského moře, které se nedávno vynořilo z korupčního skandálu. Hráč Markku „Mark“ Siltanen je stavební analytik a inženýr. Dostane za úkol prozkoumat přehradu Hammer Valley, zjistí, že infrastruktura je ve špatném stavu. Při průzkumu omylem způsobí propad vodních tunelů, který ho uvězní v podzemí. Cestou objevuje důkazy o spiknutí městských obchodních magnátů, které stojí za mnoha poruchami infrastruktury.
Mark nakonec z podzemí unikne. Jeho šéf Paul ho nasměruje do úpravny vody v Pitheathu, aby zkontroloval úroveň tlaku vody ze zřícených tunelů. Zjistí, že průtok vody se zastavil, poté cestuje tunely metra zpět do kanceláře. Jeho cestu však přeruší další kolabující infrastruktura. Kvůli ucpání vodních tunelů je na opuštěnou přehradu vyvíjen vysoký tlak, který způsobí její protržení. Než se vrátí do města, většina elektráren selže a město je zaplaveno. Setkává se se svými spolupracovníky, kteří v očekávání povodňových škod cestují do jaderné elektrárny Black Rock. Zjistí, že reaktoru hrozí roztavení. Hráč musí rychle vyřešit závěrečnou hádanku, buď úspěšně odstavit reaktor a zachránit město, nebo se mu nepodaří zabránit roztavení reaktoru. Epilog hry závisí na tomto výsledku a na tom, kolik fotografií bylo pořízeno, a to jak fotografií strukturálních škod, tak fotografií důkazů týkajících se spiknutí.
Pokud hráč zachránil reaktor, ale pořídil méně než 50% fotografií, bude bydlet v nájemním domě se spolubydlícím. Pokud bude nad 50%, bude na dovolené a dostane od Paula nabídku vyšetřovat „Whiprock Island“, bývalou věznici. Pokud však hráč nedokázal zabránit jadernému výbuchu, bude žít ve venkovské chalupě a trpět nemocí z ozáření. Mnoho oblastí Stalburgu bylo ozářeno, což mělo za následek tisíce úmrtí. Další detaily v epilogu jsou určující pro volby hráče, například nepovinné hádanky a interakce s vedlejšími postavami. Například pokud hráč opraví všechny tři úpravny vody, je generální ředitel Stalburg Water sesazen a pitná voda ve městě se stane bezpečnou. Pokud hráč hádanky ignoroval, Stalburg čelí vodní krizi, voda je povinně balená a 40 000 obyvatel onemocní z kontaminované vody.

## Vývoj
Vývojáři se k vytvoření hry inspirovali po zhlédnutí dokumentárního filmu The Crumbling of America z roku 2009.